# Vaqueras de Bayamón 2011
Questa voce raccoglie le informazioni riguardanti le Vaqueras de Bayamón nella stagione 2011.

## Organigramma societario
Area direttiva
- Presidente: Peter Rivera

Area tecnica
- Allenatore: Yarelis Rodríguez

## Rosa
| N° | Nome              | Ruolo | Data di nascita  | Nazionalità sportiva |
| -- | ----------------- | ----- | ---------------- | -------------------- |
| 1  | Joshyel Monje     | P     | -                | Porto Rico           |
| 2  | Bianca Rivera     | L     | 21 ottobre 1987  | Porto Rico           |
| 4  | Amy DeGroot       | S     | 29 giugno 1988   | Stati Uniti          |
| 5  | Zuleyka Negrón    | S     | -                | Porto Rico           |
| 6  | Shalimarie Merlo  | L     | 21 luglio 1994   | Porto Rico           |
| 7  | Mariana Thon      | P     | 18 novembre 1988 | Porto Rico           |
| 8  | Lorraine Avilés   | S/O   | 25 giugno 1990   | Porto Rico           |
| 9  | Yomaira Santana   | S/O   | -                | Porto Rico           |
| 12 | Nadia Navarro     | L     | -                | Porto Rico           |
| 13 | Kindra Carlson    | S/O   | 12 novembre 1987 | Stati Uniti          |
| 14 | Lizzelle Cintrón  | C     | 5 marzo 1986     | Porto Rico           |
| 15 | Wilnelia González | C     | 2 aprile 1985    | Porto Rico           |
| 17 | Erin Moore        | S     | 17 maggio 1982   | Stati Uniti          |
| 18 | Jennifer Quesada  | C     | 22 gennaio 1992  | Porto Rico           |